# Franck-Report
Der Franck-Report vom Juni 1945, benannt nach James Franck, sprach sich gegen die Anwendung der Atombombe im Krieg gegen Japan aus, da dadurch die USA den „öffentlichen Beistand in der Welt verlieren“ und „das Wettrüsten heraufbeschwören“ würden. Stattdessen wurde empfohlen, die „neue Waffe“ den Repräsentanten aller Länder der Vereinten Nationen auf unbewohntem Gebiet zu demonstrieren.
Verfasst wurde der Franck-Report von einer Gruppe von Wissenschaftlern (Committee on Political and Social Problems) der Universität von Chicago, die am Manhattan-Projekt zur Entwicklung der Atombombe beteiligt waren.
Am 12. Juni 1945, also knapp zwei Monate vor dem Abwurf der Atombombe über Hiroshima, wurde der Report dem stellvertretenden US-Verteidigungsminister Georg Harrison in Washington übergeben.
Neben dem Vorsitzenden James Franck wurde der Report von folgenden Personen unterzeichnet:
- Donald J. Hughes
- James Joseph Nickson
- Eugene Rabinowitch
- Glenn Theodore Seaborg
- J. C. Stearns
- Leó Szilárd